# كينجي هوندا
كينجي هوندا (26 أبريل 1978 هيروشيما اليابان - ) هو لاعب كرة قدم ياباني، يلعب كلاعب وسط.